# Coyacris saltensis
Coyacris saltensis är en insektsart som beskrevs av Ronderos 1991. Coyacris saltensis ingår i släktet Coyacris och familjen gräshoppor. Inga underarter finns listade i Catalogue of Life.